# ادوارد تیونز
ادوارد تیونز (انگلیسی: Edward Theuns؛ زادهٔ ۳۰ آوریل ۱۹۹۱) یک دوچرخه‌سوار اهل بلژیک است.
از افتخارات وی میتوان به کسب مدال نقره تور دوچرخه‌سواری اروپا در سال ۲۰۱۵ اشاره کرد.